# Spodoptera pectinicornis
Spodoptera pectinicornis är en fjärilsart som beskrevs av George Francis Hampson 1895. Spodoptera pectinicornis ingår i släktet Spodoptera och familjen nattflyn. Inga underarter finns listade i Catalogue of Life.

## Bildgalleri

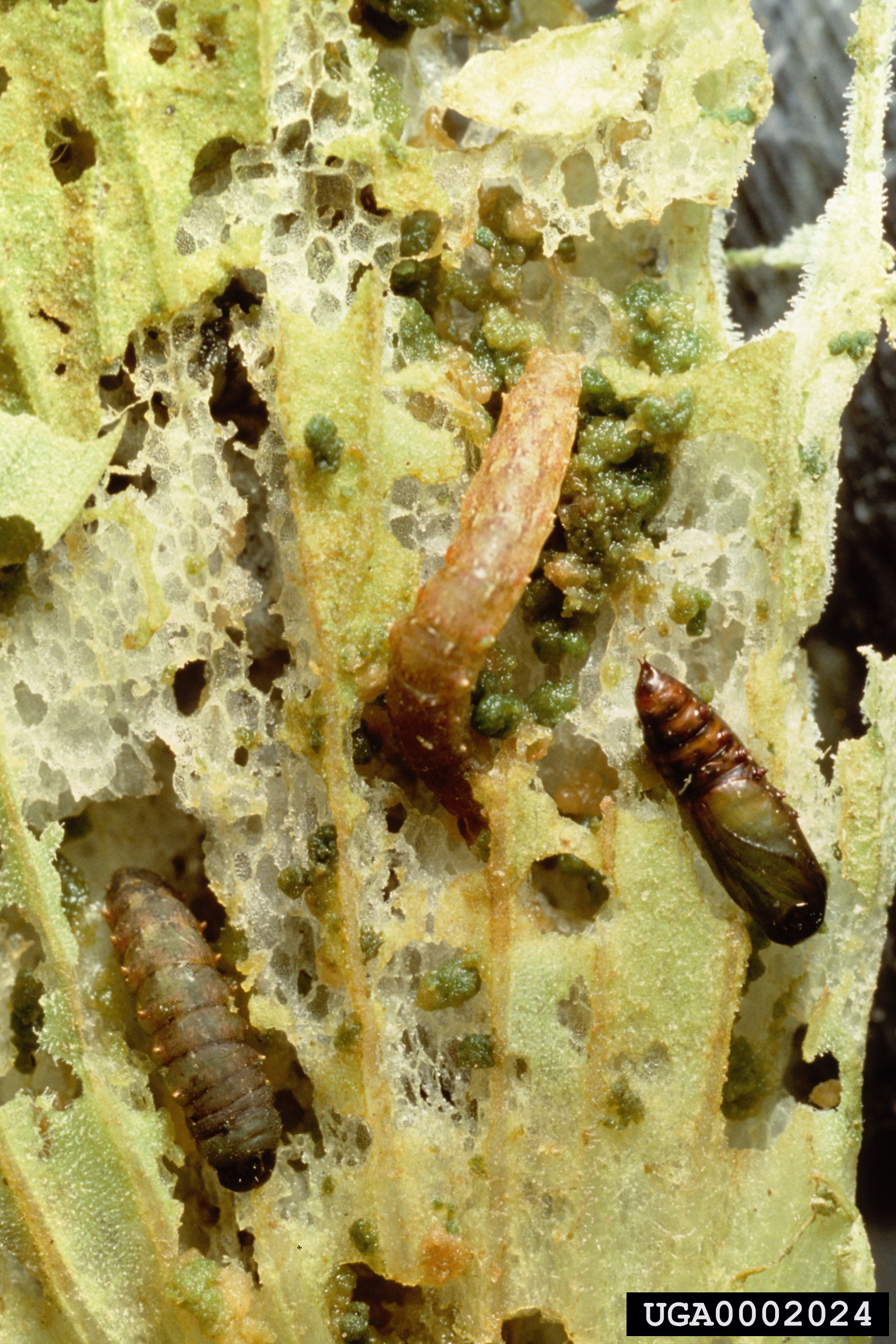